# Al Charara
O Al Charara é um clube de futebol com sede em Saba, Líbia. A equipe compete no Campeonato Líbio de Futebol.

## História
O clube foi fundado em 1958. 